# Crassignatha
Crassignatha es un género de arañas araneomorfas de la familia Mysmenidae. Se encuentra en el Este de Asia y Sudeste de Asia.

## Lista de especies
Según The World Spider Catalog 12.0:
- Crassignatha ertou Miller, Griswold & Yin, 2009
- Crassignatha gudu Miller, Griswold & Yin, 2009
- Crassignatha haeneli Wunderlich, 1995
- Crassignatha longtou Miller, Griswold & Yin, 2009
- Crassignatha pianma Miller, Griswold & Yin, 2009
- Crassignatha quanqu Miller, Griswold & Yin, 2009
- Crassignatha yamu Miller, Griswold & Yin, 2009
- Crassignatha yinzhi Miller, Griswold & Yin, 2009